# Bárbara Carrera
Bárbara Carrera (Bluefields, Zelaya, 31 de diciembre de 1945) es una actriz de cine y televisión y exmodelo nicaragüense.
Su interpretación más popular fue como la Chica Bond (Bond Girl) Fatima Blush en la película Nunca digas nunca jamás, de 1983, compartiendo reparto con Sean Connery, Kim Basinger, Max von Sydow y Klaus Maria Brandauer. Por ese papel fue nominada como Mejor actriz de reparto en los Globos de Oro. Igualmente recordada es su aparición en 25 episodios de la serie de televisión Dallas en 1985-86.
Otras apariciones destacadas de Bárbara en el cine se dieron en las películas La isla del doctor Moreau (1977), junto a Burt Lancaster y Michael York, y en Loverboy (1989), donde encarnó el personaje de la empresaria Alexandra "Alex" Barnett.

## Filmografía
- Judging Amy (2 episodios, 2004)
- Don't Hurt Me (2003)
- Paradise (2003)
- Panic (2001)
- That '70s Show (episodio "The First Time", 2000)
- Coo Coo Cafe (2000)
- Alec to the Rescue (1999)
- JAG (episodio "Going after Francesca", 1998)
- Waking Up Horton (1998)
- Love Is All There Is (1996)
- The Rockford Files: Godfather Knows Best (1996) (TV)
- Sawbones (1995) (TV)
- Russian Roulette - Moscow 95 (1995)
- Fortune Hunter - (episodio "Countdown", 1994)
- Night of the Archer (1994)
- Tryst (1994)
- Point of Impact (1993)
- Lakota Moon (1992) (TV)
- Murder in Paradise (1990) (TV)
- La bruja de mi madre (1989)
- Loverboy (1989)
- Love at Stake (1988)
- Emma: Queen of the South Seas (1988)
- The Underachievers (1987)
- Dallas (25 episodios, 1985-1986)
- Wild Geese II (1985)
- Sins of the Past (1984) (TV)
- Never Say Never Again (1983)
- Lone Wolf McQuade (1983)
- Matt Houston (episodio piloto, 1982)
- I, the Jury (1982)
- Condorman (1981)
- Masada (1981)
- When Time Ran Out... (1980)
- Centennial (1978)
- La isla del Dr. Moreau (1977)
- Embryo (1976)
- The Master Gunfighter (1975)
- Puzzle of a Downfall Child, de Jerry Schatzberg (1970)